# 馬驥 (1918年)
馬驥（英語：Philippe Ma Ji，1918年10月7日—1999年2月11日，聖名：斐理伯）是天主教中國籍主教。曾任平涼教區正權主教。

## 生平
馬驥出生於1918年10月7日的中國陝西扶風縣午井。1932年，進入西峰露德聖母小學就讀。1934年，曾一度在河南開封修院接受培育，一年回到剛成立的平涼露德聖母小修院繼續學習。1947年6月29日晉鐸後，分別在修院任教及出任白水天主堂主任司鐸。1950年，出任平涼露德修院院長。
1951年，平涼教區主教高金鑑任命他為平涼教區副主教，讓他在高主教被驅逐出境後代為繼續管理教區。
1987年3月16日，獲時任教宗若望保祿二世任命為已教座從缺12年的平涼教區正權主教，由愛國會自選自聖主教張文彬祝聖晉牧。
1988年8月14日，馬驥主教發表《我的聲明》公開聲明，宣佈退出中國天主教愛國會。聲明發表後，甘肅省政府曾要求馬主教收回該份聲明，但遭到拒絕。同年，中共中央總書記兼總理趙紫陽決定讓步，讓馬主教可以自由選擇退出愛國會。
1996年9月19日祝聖韓紀德為平涼教區助理主教。1999年2月11日，在中國去世，享年81歲。